# Lonchocarpus

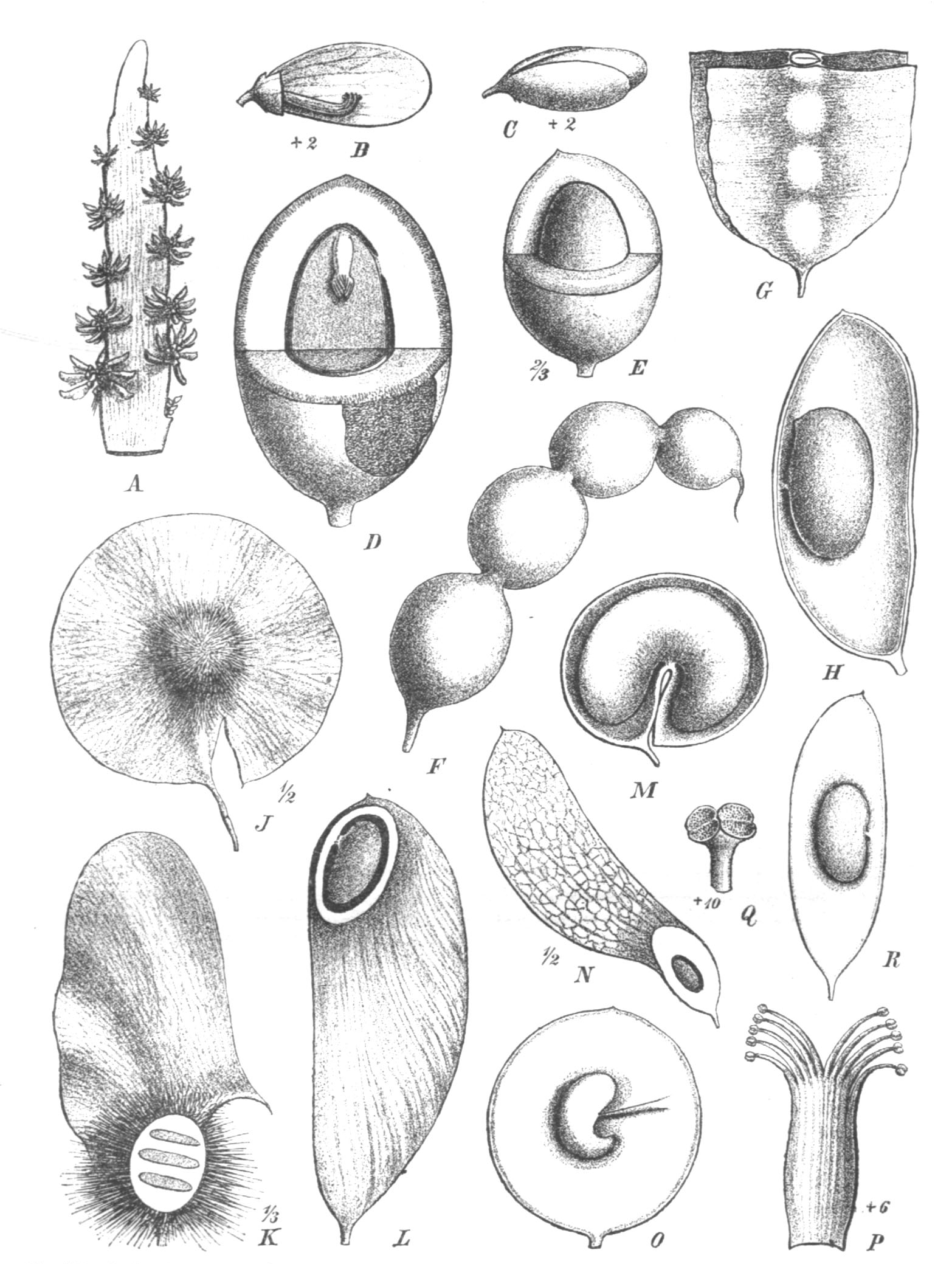
L. monilis

Lonchocarpus es un género de plantas arbóreas, arbustos, trepadoras, de raíces venenosas;  perteneciente a la familia Fabaceae. Comprende 358 especies descritas y de estas, solo 211 aceptadas. A sus especies se las denomina acacia en Cuba.

## Descripción
Son arbustos, árboles con corteza lisa. Hojas imparipinnadas; folíolos raramente 1, opuestos, enteros, sin estipelas; estípulas presentes. Inflorescencias cimas racemosas, axilares y simples, o pseudoterminales y compuestas, flores pediceladas, generalmente apareadas (por aborto de la central), en ocasiones en múltiplos de dos, pedúnculos cortos (braquiblastos) dispuestos racemosamente en el eje floral (pseudoracimo), floración tardía (las flores se producen en ramas ya con hojas) o precoz (las flores se producen en ramas desnudas antes de las hojas nuevas), brácteas pedunculares y pedicelares presentes, las bractéolas en pares en la base del cáliz o en los pedicelos; cáliz zigomorfo a ciatiforme, truncado o subtruncado a levemente (4) 5-dentado o a menudo sólo se desarrollan 3 dientes carinales; pétalos purpúreos a rosados o menos frecuentemente rojo obscuros o azulados (blancos), los de las alas adheridos a los pétalos de la quilla o libres, los pétalos de la quilla adheridos por cohesión en un sistema de microdientes, estandarte suborbicular, emarginado, generalmente auriculado, unguiculado, generalmente reflexo, con guía nectarífera cerca de la base callosa; estambres 10, diadelfos, el vexilar libre en la base, anteras uniformes; estilo glabro, estigma menudamente capitado, terminal. Frutos planos a gruesos, generalmente indehiscentes, cuando dehiscentes sobre la sutura vexilar; semillas lisas a rugosas (al secarse), hilo lateral.

## Taxonomía
El género fue descrito por Carl Sigismund Kunth y publicado en Nova Genera et Species Plantarum (folio ed.) 6: 300. 1824. La especie tipo es: Lonchocarpus sericeus (Poir.) Kunth ex DC. 
Etimología
Lonchocarpus: nombre genérico que deriva de las palabras griegas: loncho = "lanza" y carpus = "fruto", refiriéndose al fruto en forma de lanza.

## Especies selectas
- Lonchocarpus atropurpureus Jebe, Acurutú, Aco, Nazareno. [5]
- Lonchocarpus bussei Harms
- Lonchocarpus calcaratus
- Lonchocarpus capassa Rolfe
- Lonchocarpus chiricanus
- Lonchocarpus costaricensis, denominada sietecueros en Costa Rica, en el cantón de Carrillo un barrio lleva ese nombre.
- Lonchocarpus domingensis
- Lonchocarpus glaziovii Taub.
- Lonchocarpus kanurii
- Lonchocarpus latifoliu
- Lonchocarpus leucanthus Burk.
- Lonchocarpus miniflorus
- Lonchocarpus molinae
- Lonchocarpus monilis
- Lonchocarpus nelsii (Schinz) Heering & Grimme
- Lonchocarpus nicou (Aubl.) D.C.
- Lonchocarpus nitidus. Yerba de bugre / Lapachillo.
- Lonchocarpus oliganthus
- Lonchocarpus phaseolifolius
- Lonchocarpus phlebophyllus
- Lonchocarpus punctatus Kunth, denominada en Venezuela aco[2]
- Lonchocarpus retiferus
- Lonchocarpus sanctuarii
- Lonchocarpus santarosanus
- Lonchocarpus sericeus (Poir.) DC., denominada en Cuba guamá, palo de caja y majugua.[6]
- Lonchocarpus trifolius
- Lonchocarpus urucu Killip & A.C.Smith
- Lonchocarpus utilis A.C. Sm.
- Lonchocarpus violaceus (Jacq.) DC., denominada en Venezuela acurutú[2]
- Lonchocarpus yoroensis